# Qualificazioni alla Coppa delle nazioni africane 2017 - Gruppo F

## Classifica
| Pos. | Squadra             | Pt | G | V | N | P | GF | GS | DR  |
| ---- | ------------------- | -- | - | - | - | - | -- | -- | --- |
| 1.   | Marocco             | 16 | 6 | 5 | 1 | 0 | 10 | 1  | +9  |
| 2.   | Capo Verde          | 9  | 6 | 3 | 0 | 3 | 11 | 7  | +4  |
| 3.   | Libia               | 7  | 6 | 2 | 1 | 3 | 8  | 6  | +2  |
| 4.   | São Tomé e Príncipe | 3  | 6 | 1 | 0 | 5 | 4  | 19 | -15 |

## Risultati
| Arbitro: | William Agbovi |

|                 |           |  |
| El Kaddouri 50’ | Marcatori |  |

| Arbitro: | Mahmoud Ashour |

|                                                                                           |           |          |
| Djaniny 11’, 73’ Rocha 17’ (rig.) Ridrigues 35’ Fortes 42’ Babanco 51’ (rig.) Tavares 75’ | Marcatori | 54’ Leal |

| Arbitro: | João Goma |

|  |           |                                    |
|  | Marcatori | 34’ Amrabat 38’ El-Arabi 41’ Dirar |

| Arbitro: | Mustapha Gorbal |

|                 |           |                         |
| Al Moatasem 85’ | Marcatori | 56’ Da Graça 89’ Mendes |

| Arbitro: | Aboubacar Bangoura |

|                             |           |              |
| Al Trbi 84’ (aut.) Leal 88’ | Marcatori | 24’ Al Badri |

| Arbitro: | Sidi Alioum |

|  |           |                     |
|  | Marcatori | 26’ (rig.) El-Arabi |

| Arbitro: | Akintoye Koole |

|                                     |           |  |
| Za'abia 51’, 56’ 74’ Abdulsalam 70’ | Marcatori |  |

| Arbitro: | Mahamadou Keita |

|                         |           |  |
| El-Arabi 56’ (rig.) 81’ | Marcatori |  |

| Arbitro: | Youssef Essrayri |

|                   |           |           |
| Al Ouarfali 90+1’ | Marcatori | 36’ Dirar |

| Arbitro: | Malang Diedhiou |

|             |           |                     |
| Faduley 88’ | Marcatori | 50’ Gomes 79’ Richa |

| Arbitro: | Bamlak Tessema Weyesa |

|  |           |              |
|  | Marcatori | 90’ Al Triki |

| Arbitro: | Fidel Gomes |

|                                  |           |  |
| Ziyech 55’ (rig.) Bouhaddouz 83’ | Marcatori |  |

- La Libia gioca i suoi incontri interni a Cairo (Egitto) per motivi di sicurezza.